# Francofobia

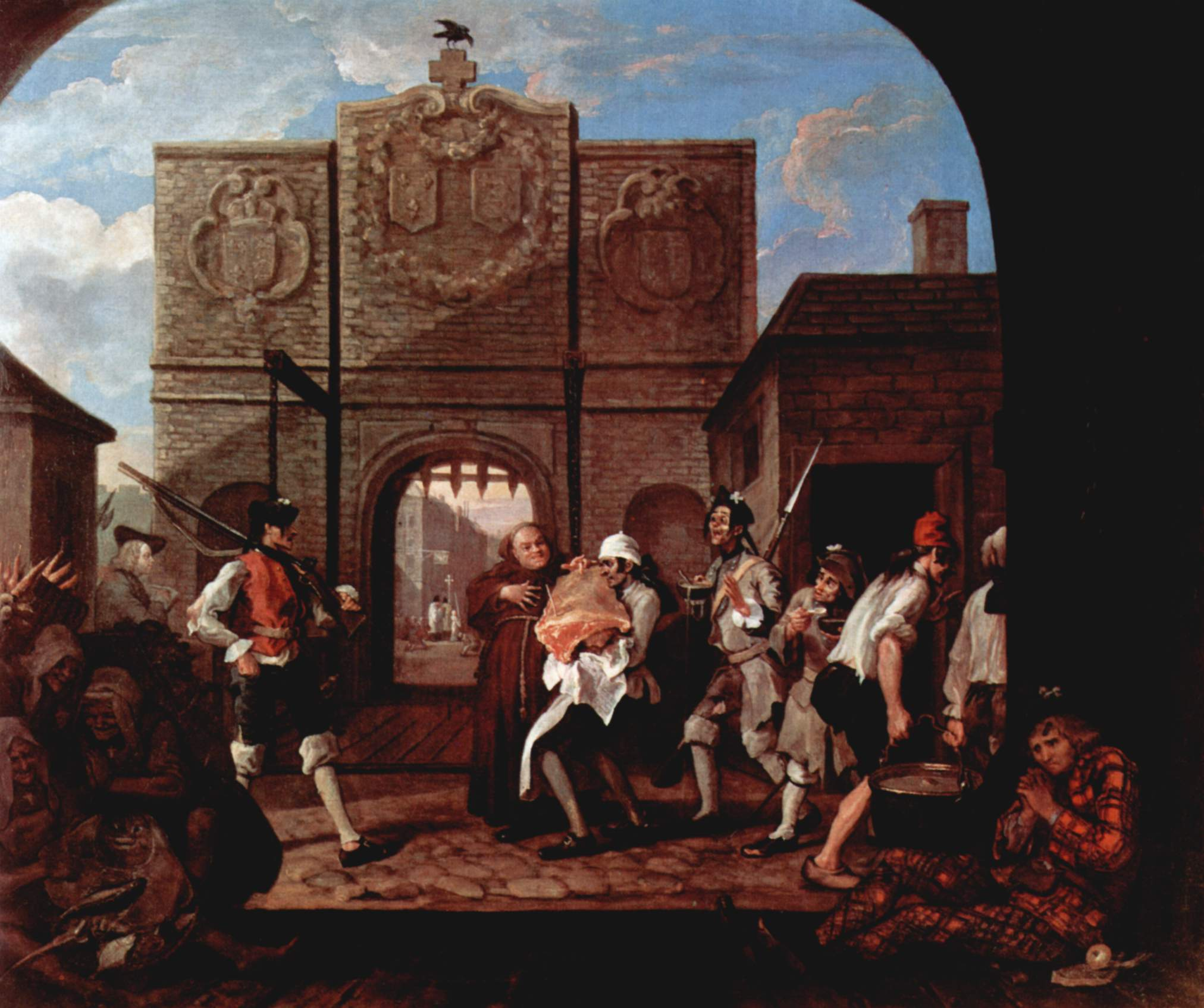
Il quadro The Gate of Calais di William Hogarth raffigura la cultura francese come oppressiva, povera e retrograda

La francofobia o sentimento antifrancese o misogallismo è un pregiudizio negativo e ostile verso la Francia e tutto ciò che è francese. Un pregiudizio contemporaneo contro i francesi deriva dalle critiche dell'immediato dopoguerra e sono rivolte al modo di vita della élite culturale, artistica e filosofica degni di quel periodo. Nonostante ciò, tale pregiudizio esiste da diversi secoli ed ha assunto forme molto diverse nel tempo.

## Uso del termine
Per la lunghezza della sua storia e per i diversi cambiamenti subiti nel suo status internazionale, qualificare l'ostilità verso la Francia con un unico termine sembra difficile. Francofobia è dunque generalmente utilizzato quale termine storicamente inteso per indicare la lunga ostilità nei confronti dei francesi manifestata dalla Gran Bretagna tra il XVIII e il XIX secolo. Negli Stati Uniti viene piuttosto utilizzata la locuzione che indica un "sentimento antifrancese" per descrivere il recente emergere in questo paese di un'ostilità verso la Francia. Nelle ex-colonie della Francia, inoltre un risentimento antifrancese può essere compreso nell'anti-colonialismo.

## La Francia come potenza europea
Sebbene la storia francese si estenda nel passato per oltre un millennio, uno Stato nazionale riconoscibile come tale (piuttosto che un'entità dinastica e transnazionale come intesa nel tardo Medioevo) esiste da circa cinquecento anni. Il sorgere della francofobia intesa come fenomeno consistente e identificabile può essere datato al momento in cui il paese divenne la potenza egemone dell'Europa continentale, dopo che ebbe abbattuto la potenza degli Asburgo nella guerra dei trent'anni. La Francia fu inoltre percepita come traditrice dell'unità cristiana quando nel conflitto contro gli Asburgo si alleò all'Impero ottomano.
Gli interventi di Luigi XIV in Italia, nelle Province Unite e nei principati germanici, riunirono di fatto l'intero continente in funzione anti-francese. Quando la Gran Bretagna rivendicò il ruolo di potenza mercantile e marittima, divenne inevitabile un permanente stato di ostilità verso la Francia. Il periodo che va da Luigi XIV alla definitiva sconfitta di Napoleone Bonaparte nel 1815 fu essenzialmente un prolungato conflitto franco-britannico per determinare quale sarebbe stata la potenza dominante in Europa e virtualmente ogni conflitto del periodo vide un'alleanza guidata dai britannici contro una guidata dalla Francia.
In Gran Bretagna questo conflitto era sentito tanto come culturale che strategico. Il nascente fenomeno del nazionalismo britannico era in effetti in larga parte in funzione anti-francese.
- Un crescente numero di britannici nazionalisti del XVII e XVIII secolo si oppose all'ammirazione che veniva spesso rivolta alla cultura e alla lingua francese; i Francesi erano visti come effeminati.
- La Francia era la più forte potenza cattolica e i sentimenti "anti-papisti" furono sempre vivi in Gran Bretagna.
- Il sistema politico francese appariva assolutista e antiquato, in contrasto con la concezione anglo-sassone di libertà e individualismo, che i nazionalisti britannici difendevano.

Lo stesso filosofo francese illuminista Voltaire, che visse a lungo in esilio (per un periodo in Inghilterra), criticò duramente e sarcasticamente la Francia del suo tempo e i francesi: 
(Voltaire, Dizionario filosofico, voce "Tortura")
Di contro a ciò, la Rivoluzione francese del 1789 non fu ben accolta dai monarchici e aristocratici europei. La Francia, la maggiore potenza europea nei precedenti due secoli, aveva violentemente e improvvisamente rovesciato le radici feudali dell'ordine europeo e si temeva che la rivoluzione potesse diffondersi. Le obiezioni principali erano queste:
- la legittimità della monarchia ereditaria era stata messa in dubbio;
- gli strati poveri della popolazione, soprattutto urbana, violenti e incolti avevano preso il potere contro i padroni del passato;
- la rivoluzione si opponeva alla religione.

Nonostante l'atteggiamento positivo degli statunitensi nei confronti della Rivoluzione francese, dei sentimenti anti-francesi si svilupparono anche nell'ambito di diversi Federalisti. Le conquiste di Napoleone e la conseguente occupazione francese, crearono risentimento nelle popolazioni e in particolare questo si diffuse in quanto le armate napoleoniche portavano idee e riforme originate dalla Rivoluzione francese, che venivano applicate mediante il codice napoleonico; le violenze della guerra in Spagna furono rappresentate da numerosi dipinti di Francisco Goya.

## La francofobia in Germania e in Italia
(Arthur Schopenhauer, L’arte di insultare, HN, IV, 1, 19, 261)
Per le medesime ragioni un sentimento antifrancese è stato presente anche in Germania e in Italia. In Germania fu prima la paura delle armate napoleoniche e la nascita della Confederazione del Reno con lo scioglimento del Sacro Romano Impero, poi la questione dell'Alsazia e della Lorena dopo il 1870 (quando in seguito alla guerra franco-prussiana, i tedeschi arrivarono a Parigi proclamando a Versailles l'Impero tedesco), il revanscismo francese, il trattato punitivo di Versailles, l'opposizione razzista dei nazisti all'esercito e alla società multirazziali francesi (a causa della migrazione dall'impero coloniale), esplicitata nel Mein kampf di Hitler come un pericolo per la razza ariana (il futuro dittatore definì la Francia "uno stato africano sul suolo europeo"), la resistenza francese agli occupanti tedeschi e collaborazionisti locali vista come "filo-ebraica" dai tedeschi antisemiti e l'occupazione francese del dopoguerra in Renania-Palatinato (assieme alle altre potenze vincitrici sul resto territorio del Terzo Reich), con la perdita definitiva di Alsazia e Lorena, a fomentare almeno fino agli anni '50 un forte sentimento di rivalità e odio reciproco tra tedeschi e francesi, diminuito a partire dal processo di integrazione che portò poi all'Unione europea.
In Italia invece l'arrivo delle armate napoleoniche aveva suscitato grandi speranze riguardo alla fine dell'oppressione nei numerosi governi che allora si dividevano la penisola. Tali speranze andarono invece deluse per l'effettivo instaurarsi di una nuova forma di occupazione da parte dei Francesi, sebbene i principali nemici risorgimentali furono poi Austria, papato e Borbone-Due Sicilie. Questo sentimento si manifesta in opere come le Ultime lettere di Jacopo Ortis di Ugo Foscolo (in maniera ambivalente essendo il Foscolo comunque un militare napoleonico) e più tardi nella tragedia l'Adelchi di Alessandro Manzoni. La successiva opposizione delle armate di Napoleone III (fino agli accordi di Plombières) alla formazione del Regno d'Italia moderno (ad esempio l'intervento contro la Repubblica Romana del 1849 in favore dello Stato Pontificio) e all'unità del paese (opposizione alla presa di Roma fino al 1870) amplificarono questa ostilità (antifrancesi furono sia Mazzini che Garibaldi), che i patrioti vedevano come nuova forma di ingerenza, dopo le discese di Carlo Magno contro i longobardi italici (774) citata nell'Adelchi che spezzò su richiesta del papa l'unità del paese che durava, sulla maggior parte del territorio, dall'epoca romana (a partire dal II secolo a.C.), Carlo d'Angiò che distrusse il sogno ghibellino degli Svevi italiani Manfredi di Sicilia e Corradino di Svevia discendenti da Federico II (si vedano le invettive di Dante contro gli angioini), Carlo VIII, Francesco I e infine Napoleone I.
Celebre fu anche l'episodio cavalleresco medievale della disfida di Barletta, divenuto un evento simbolico nella propaganda risorgimentale.
Se il triennio giacobino è considerato la nascita del primo nazionalismo italiano, contemporaneamente il nazionalismo romantico italiano fu coltivato dal letterato più ostile alla Francia che la cultura italiana ricordi, cioè senza dubbio Vittorio Alfieri che pubblicò addirittura un libello intitolato Il Misogallo ove stigmatizza in ogni suo aspetto la cultura e il popolo francese. Alfieri definisce i francesi, tra l'altro, come "schiavi", "barbari", e "pidocchi". Tuttavia nel suo caso l'avversione era rivolta più verso la Repubblica francese e il nascente Impero napoleonico, dopo avere assistito in prima persona alla Rivoluzione, che verso tutti i francesi; infatti era lui stesso di origine francofona-savoiarda materna (nel Misogallo sostiene che i savoiardi sono francesi) e continuò a stimare singoli transalpini emigrati controrivoluzionari, come il pittore François-Xavier Fabre, o vittime dei rivoluzionari come Luigi XVI. Prendendo spunto da ciò sviluppò una generale francofobia sostenendo fosse un odio naturale dovuto a ragioni storiche, causato da quella che sarebbe l'attitudine francese all'imperialismo europeo secondo il letterato astigiano; per Alfieri proprio da ciò può ripartire però il patriottismo italiano.
Il sentimento antifrancese si rinfocolò in Italia con la seconda guerra mondiale, con la reciproca invasione e la vicenda dei crimini di guerra dei goumiers franco-marocchini, scemando in seguito, con lievi schermaglie verbali o dispute di confine.
Occasionali rivalità sono riemerse in seguito ad esempio in ambito sportivo (si veda la rivalità calcistica Francia-Italia calcistica a partire dal 1938 in poi).

## La Francia come potenza coloniale
L'impero coloniale francese guadagnò alla Francia diversi nemici tra le potenze coloniali rivali, tra cui ancora la Gran Bretagna, nonché tra le popolazioni colonizzate, soprattutto durante la guerra d'Algeria. Gran parte di questa ostilità era rivolta più al colonialismo che nei confronti dei Francesi, ma sopravvive nell'ostilità rivolta al governo francese a causa del suo coinvolgimento negli affari africani, che alcuni bollano come ingerenze neocolonialistiche. La Francia ha giocato infatti un ruolo discutibile nella vita di alcune sue ex-colonie africane. Un gioco di parole descrive queste relazioni come "Françafrique" ("Francia-Africa") che può essere letto anche come "France à fric" ("Francia Denaro"). Storicamente la Francia è stata accusata di:
- complicità nell'installazione di dittature, o direttamente (fornitura di materiali, mercenari e soldati) o indirettamente (silenzio-assenso);
- mantenimento di relazioni con tali dittature, sia come supporto militare ed economico attraverso l'"Aiuto governativo allo Sviluppo" (Gabon), o come validazione e supporto di elezioni fittizie (Ciad, Togo);
- diretta complicità in alcuni conflitti post-coloniali, come il genocidio in Ruanda nel 1994 o l'intervento in Costa d'Avorio;
- aver lasciato che le multinazionali francesi sfruttassero il continente, con il mantenimento di relazioni clientelari che spesso hanno incoraggiato la destabilizzazione politica e militare (ad esempio la Elf in Congo e in Angola e la Bolloré in Costa d'Avorio).

Questo è un elenco di leader autoritari che la Francia è accusata di aver appoggiato:
- Denis Sassou Nguesso (Congo)
- Omar Bongo (Gabon)
- Gnassingbé Eyadéma (Togo)
- Idriss Déby (Ciad)
- Maaouya Ould Sid'Ahmed Taya (Mauritania)
- Ismail Omar Guelleh (Gibuti)
- Lansana Conté (Guinea)
- Paul Biya (Camerun)
- Abdelaziz Bouteflika (Algeria)
- Zine El-Abidine Ben Ali (Tunisia)
- Azali Assoumani (Isole Comore)
- Alassane Ouattara (Costa d'Avorio)

## Sentimenti antifrancesi negli Stati Uniti d'America
Prima della seconda guerra mondiale negli Stati Uniti esisteva una diffusa francofilia. Dal punto di vista dei patrioti statunitensi la Francia era stata il primo alleato della rivoluzione americana. Quando La Fayette percorse gli Stati Uniti nel 1824-25, fu accolto come un eroe e numerose nuove località presero il nome di Lafayette o Fayette o Fayetteville. Con l'arrivo di numerosi emigranti irlandesi negli anni 1840 e lo svilupparsi di una cultura popolare antibritannica, la Francia divenne un punto di riferimento, sebbene con delle ambivalenze a causa del suo repubblicanesimo altalenante.
Dopo la guerra di secessione le classi colte americane abbracciarono i modi di vivere e scelsero i prodotti di lusso francesi: si studiavano le arti francesi, la cucina francese regnava sulle tavole e le signore seguivano la moda parigina. Dopo la prima guerra mondiale molti ricchi statunitensi si trasferirono a Parigi. La crisi del 1929 mise un freno allo stile di vita internazionale di questa élite e contemporaneamente il cambiamento del clima politico francese negli anni 1930 causò il ritorno in patria di molti statunitensi politicamente più sensibili.
Il crollo della Francia nel 1940 sotto l'attacco tedesco, colpì profondamente gli statunitensi francofili, che continuavano ad avere per mezzo della cultura popolare, un'immagine idilliaca di Parigi: The Last Time I Saw Paris ("L'ultima volta che vidi Parigi"), un successo di Tony Martin del 1941 e An American in Paris ("Un Americano a Parigi"), film di Vincente Minnelli del 1951, illustrano questo clima, che rifletteva tuttavia più gli anni 1920 che gli anni 1930. Poco dopo la fine della seconda guerra mondiale l'atteggiamento era tuttavia mutato: gli Stati Uniti criticarono le attività coloniali francesi durante la guerra d'Algeria e si opposero alla Francia e alla Gran Bretagna durante la crisi di Suez nel 1956.
Gli Stati Uniti spinsero la Francia ad abbandonare il suo impero coloniale. Durante la sua presidenza Charles de Gaulle, che si era già opposto a Franklin Delano Roosevelt durante la guerra, impedì che la Francia fosse trattata come un alleato più debole e tentò di fare da contrappeso all'influenza americana in Europa e in diversi paesi del Terzo mondo. La Francia chiese uguale status nella NATO e lasciò l'organizzazione quando questo le fu rifiutato; inoltre si allontanò da Israele, con cui aveva in precedenza stretti legami, divenendo più sensibile alla causa palestinese, mentre Israele si avvicinava agli USA.
La guerra del Vietnam fu piuttosto impopolare in Francia e il governo De Gaulle criticò gli Stati Uniti, sebbene tale guerra fosse un diretto prodotto dell'espansione coloniale europea e in particolare della guerra d'Indocina condotta da Parigi. De Gaulle inoltre sostenne le richieste d'indipendenza della provincia francofona canadese del Quebec e mantenne relazioni non ostili con i paesi comunisti e in particolare con l'Unione Sovietica. La Francia sviluppò inoltre un programma di armamento nucleare, con lo scopo soprattutto di rompere la dipendenza militare dagli States.
Le relazioni franco-americane migliorarono sotto la presidenza di Georges Pompidou, sebbene restassero tensioni intermittenti. La Francia vedeva l'Unione europea come un contrappeso alla potenza americana e in particolare si adoperò per lo sviluppo di una moneta europea che potesse controbilanciare il dollaro nel commercio mondiale, e cercò di conservare i suoi legami con le nazioni dell'Africa occidentale. Queste relazioni conflittuali hanno fatto sì che in alcuni statunitensi si alimentassero sentimenti di ostilità nei confronti della Francia, mentre altri rimanevano francofili, ammirandone la cultura e la storia.
Negli anni '90, i media americani dominanti descrivevano regolarmente la Francia come arcaica e arrogante.
Nel 2003 i sentimenti antifrancesi negli Stati Uniti hanno avuto un picco a causa del rifiuto della Francia di approvare l'invasione americana in Iraq al Consiglio di Sicurezza delle Nazioni Unite. Sebbene anche la Germania, e fra i membri permanenti dell'ONU, la Russia e la Cina avessero manifestato la stessa opposizione, le critiche contro la Francia sono state di particolare accanimento. Parigi è stata accusata di antiamericanismo e di difendere i propri interessi petroliferi in Iraq e di aver in corso un intervento in Costa d'Avorio simile a quello che stava criticando degli Americani.
Diversi commentatori americani hanno accusato la Francia di ingratitudine e di dimenticarsi dei soldati americani morti per la sua liberazione dall'occupazione nazista durante la seconda guerra mondiale. Negli Stati Uniti si sono diffuse frasi offensive antifrancesi, come la definizione di "cheese eating surrender monkeys" ("arrendevoli scimmie mangiaformaggio"), che era stata coniata in un episodio de I Simpson del 1995, utilizzate anche in ambienti governativi. Si sono diffusi adesivi con frasi come "Iraq first, France next" ("Prima l'Iraq e poi la Francia"), o "First Iraq, next Chirac" ("Prima l'Iraq e poi Chirac"). Nel menu della caffetteria della Camera dei Rappresentanti degli Stati Uniti, il nome di french fries ("fritte francesi", ossia patate fritte) è stato cambiato come freedom fries ("fritte della libertà"), con uno spirito simile a quello che durante la prima guerra mondiale aveva fatto ribattezzare in funzione antitedesca il frankfurter ("di Francoforte") in hot-dog, prima nei menù e poi nel linguaggio comune.
Sembra inoltre che una grande quantità di vino francese sia stato acquistato per essere gettato nelle fogne. Altri sistemi di boicottaggio più efficaci (l'acquisto di un prodotto, anche se viene gettato non danneggia i produttori) sono stati attuati contro i prodotti francesi, determinando un netto calo nelle vendite. Questa diffusione di un sentimento in particolare antifrancese si spiega anche con ragioni sociologiche: manca infatti negli Stati Uniti una forte presenza di immigranti francesi, a differenza che per i tedeschi o per gli italiani, e nessuna comunità locale ha interesse a difendere l'immagine del paese.

## Pregiudizi sulla Francia e sui Francesi
Diversi motti di spirito antifrancesi riguardano la loro presunta incapacità di resistenza militare e la loro prontezza a collaborare con gli invasori o con i terroristi.
- La Francia è incapace di vincere una guerra (in riferimento alle guerre successive alla prima guerra mondiale)
- La Francia è un paese pigro, che preferisce arrendersi piuttosto che combattere (in riferimento alla sconfitta del 1940).
- I Francesi sono ingrati verso gli Statunitensi (in riferimento alla Liberazione dall'occupazione nazista).

I sentimenti antifrancesi degli Americani hanno interessato anche il modo di vivere e la cultura francese, così come la forma di governo.
- La Francia è un paese socialista, incapace di gestire la propria economia (in riferimento alla guerra fredda il termine "socialismo" ha per gli Statunitensi un significato estremistico),
- La Francia è razzista e antisemita (in riferimento all'esistenza del Front National di Le Pen),
- La Francia non riconosce i diritti del cittadino (in riferimento alla radicale laicità, espressa in alcune leggi riguardo all'uso dei simboli religiosi, come il divieto di portare il chador nelle scuole).

I pregiudizi riguardanti i Francesi derivano dalle critiche nate nell'immediato dopoguerra contro lo stile di vita delle élite culturali.
- I Francesi sono arroganti e pretendono di dare lezioni a tutti;
- I Francesi sono pretenziosi e pensano di essere i migliori al mondo;
- I Francesi sono pigri e passano il tempo a discutere nei caffè e a fumare;
- Gli uomini francesi sono spesso omosessuali o bisessuali;
- I Francesi non hanno ospitalità nei confronti degli stranieri nei loro paesi;
- I Francesi sono nulli in lingue straniere;
- I Francesi hanno un carattere emotivo e pronto ad accendersi;
- I Francesi sono maleducati e irrispettosi verso i turisti;
- I Francesi sono sporchi e si lavano di rado;
- I Francesi hanno gusti culinari ripugnanti (in riferimento al consumo di rane, lumache o di certi formaggi).